# Corsie in allegria
Corsie in allegria (Nurses) è una serie televisiva statunitense in 68 episodi andati in onda per la prima volta nel corso di tre stagioni dal 1991 al 1994 sulla rete NBC. In Italia la serie è stata trasmessa su Raiuno dal dicembre del 1998.
La serie è uno spin-off di un'altra sitcom, Il cane di papà (a sua volta spin-off di Cuori senza età). I personaggi di collegamento tra questa serie e quella originaria sono il dottor Harry Weston e l'infermiera Laverne Todd. Queste tre serie (Cuori senza età, Il cane di papà e Corsie in allegria) rappresentano uno dei pochi casi nella storia della televisione americana di tre serie TV ideate dalla stessa persona (Susan Harris), ambientate nella stessa città, con i personaggi che si conoscono tra loro e trasmesse sullo stesso canale televisivo nello stesso periodo.

## Trama
Gli episodi sono incentrati su un gruppo di infermiere di un ospedale di Miami, lo stesso ospedale dove svolge la sua professione di pediatra il dottor Harry Weston, protagonista de Il cane di papà. Tra le protagoniste la volenterosa Annie Roland, la sarcastica Sandy Miller, la superficiale Julie Milbury e l'infermiera di origine latino-americana Gina Cuevas che spesso rimembra il suo luogo natio, la cittadina immaginaria di San Peqeuno. A questo gruppo di infermiere si aggiungono l'arrogante dottor Hank Kaplan, l'assistente Paco Ortiz e l'infermiere Greg Vincent. Nella prima stagione un altro personaggio ricorrente è quello del dottor Riskin.
Nel tentativo di ravvivare l'indice degli ascolti, alcuni cambiamenti vengono effettuati nella seconda stagione. Viene introdotto il personaggio di Jack Trenton, un criminale costretto a prestare servizio alla comunità in ospedale, e, nel finale di stagione, la nuova amministratrice dell'ospedale, Casey McAfee. Altri cambiamenti includono l'introduzione del personaggio di Luke Fitzgerald (per la sola seconda stagione), una nuova colonna sonora d'apertura, il matrimonio tra l'infermiera Gina e il dottor Hank Kaplan (con Gina incinta) e la scomparsa del personaggio dell'infermiere Greg Vincent.
Nella stagione finale, la terza, l'infermiera Sandy lascia e gli episodi sono incentrati maggiormente sulle vicende della direttrice Casey McAfee e sul suo ruolo dirigenziale, oltre che sulle buffonate di Jack Trenton e sull'assistente Paco. Gli ascolti non subirono miglioramenti comunque e la serie fu cancellata al termine della terza stagione.

## Personaggi
- Infermiera Annie Roland (68 episodi, 1991-1994), interpretata da Arnetia Walker.
- Infermiera Julie Milbury (68 episodi, 1991-1994), interpretata da Mary Jo Keenen.
- Gina Cuevas (68 episodi, 1991-1994), interpretata da Ada Maris.
- Dr. Hank Kaplan (68 episodi, 1991-1994), interpretato da Kip Gilman.
- Paco Ortiz (68 episodi, 1991-1994), interpretato da Carlos Lacamara.
- Infermiera Sandy Miller (46 episodi, 1991-1993), interpretata da Stephanie Hodge.
- Jack Trenton (46 episodi, 1992-1994), interpretato da David Rasche.
- Luke Fitzgerald (24 episodi, 1992-1993), interpretato da Markus Flanagan.
- Casey MacAfee (22 episodi, 1993-1994), interpretata da Loni Anderson.
- Greg Vincent (22 episodi, 1991-1992), interpretato da Jeff Altman.
- Dottore all'ospedale (22 episodi, 1993-1994), interpretato da John Lizzi.
- Dr. Harry Weston (4 episodi, 1991-1993), interpretato da Richard Mulligan.
- Dr. Amanda Riskin (3 episodi, 1991-1992), interpretata da Florence Stanley.
- Laverne Todd (3 episodi, 1991-1992), interpretata da Park Overall.

## Episodi
| Stagione         | Episodi | Prima TV USA | Prima TV Italia |
| ---------------- | ------- | ------------ | --------------- |
| Prima stagione   | 22      | 1991-1992    |                 |
| Seconda stagione | 24      | 1992-1993    |                 |
| Terza stagione   | 22      | 1993-1994    |                 |